# 等效矩形带宽
等效矩形带宽（Equivalent Rectangular Bandwidth，簡稱ERB）是一种心理声学的度量方法。它提供了一个近似于人耳聽覺的對带宽的过滤方法。這個方法使用了矩形频带通滤波器的一個理想化但方便的簡化模型。

## 近似
对于中等的声强和年轻的听者，人的听觉过滤器的带宽可以通过以下的多项式方程式近似：
| {\displaystyle \mathrm {ERB} (f)=6.23\cdot f^{2}+93.39\cdot f+28.52} |  | Eq.1 |

其中 f 为过滤器的中心频率（kHz），ERB(f) 为过滤器的带宽（Hz）。这个近似是基于一些出版的同时掩蔽实验的结果。这个近似对于从0.1到6.5 kHz的范围是有效的。

上述近似在1983年由 Moore 和 Glasberg 提出，它们也在1990年发表了另一（线性）近似：
| {\displaystyle \mathrm {ERB} (f)=24.7\cdot (4.37\cdot f+1)} |  | Eq.2 |

其中 f 的单位是 kHz，ERB(f) 的单位是 Hz。这个近似适用于中等的声音水平，f 在0.1 和 10 kHz之间的条件下。